# Cinquième circonscription de la Manche
La cinquième circonscription de la Manche était l'une des cinq circonscriptions législatives françaises que comptait le département de la Manche (50) situé en région Basse-Normandie, avant les élections législatives de 2012.

## Description géographique et démographique

### De 1958 à 1986
Le département avait cinq circonscriptions.
La cinquième circonscription de la Manche était composée de :
- canton de Beaumont
- canton de Cherbourg
- canton d'Octeville
- canton de Saint-Pierre-Église

Source : Journal Officiel du 14-15 Octobre 1958.

### De 1988 à 2010
La cinquième circonscription de la Manche était délimitée par le découpage électoral de la loi no 86-1197 du 24 novembre 1986
, elle regroupait les divisions administratives suivantes : 
- Canton de Cherbourg-Octeville-Nord-Ouest
- Canton de Cherbourg-Octeville-Sud-Est
- Canton d'Équeurdreville-Hainneville
- Canton de Cherbourg-Octeville-Sud-Ouest
- Canton de Saint-Pierre-Église
- Canton de Tourlaville.

D'après le recensement général de la population en 2011, réalisé par l'Institut national de la statistique et des études économiques (INSEE), la population totale de cette circonscription était estimée à 101 052 habitants.
Depuis 1988 et le retrait de Louis Darinot, la circonscription était marquée par le changement systématique de député et de bord politique. La circonscription réunissant une agglomération urbaine (Communauté urbaine de Cherbourg ancrée historiquement à gauche, et des cantons ruraux traditionnellement plus conservateurs, la majorité alternait à chaque législative.
La Manche passe avant les élections législatives de 2012 de cinq à quatre circonscriptions. De ce fait, la circonscription de Cherbourg, devenu la quatrième circonscription se voie adjoindre le canton de Beaumont-Hague, ce qui peut permettre à l'UMP d'augmenter ses chances d'emporter le seul siège de député de la Manche qui lui échappe régulièrement, l'électorat de la Hague étant traditionnellement plus conservateur que la population cherbourgeoise.

## Historique des députations
| Législature | Début de mandat | Fin de mandat  | Député             | Parti politique   | Observations |
| ----------- | --------------- | -------------- | ------------------ | ----------------- | --- |
| Ire         | 9 décembre 1958 | 9 octobre 1962 | René Schmitt       | SFIO              | Mandat écourté à la suite d'une dissolution parlementaire décidée par Charles de Gaulle. |
| IIe         | 6 décembre 1962 | 2 avril 1967   | Jacques Hébert     | UNR               | |
| IIIe        | 3 avril 1967    | 30 mai 1968    | Jacques Hébert     | UNR               | Mandat écourté à la suite d'une dissolution parlementaire décidée par Charles de Gaulle. |
| IVe         | 11 juillet 1968 | 1er avril 1973 | Louis Darinot      | UGSD-PS           | |
| Ve          | 2 avril 1973    | 2 avril 1978   | Jacques Hébert     | UGSD-PS           | |
| VIe         | 3 avril 1978    | 22 mai 1981    | Louis Darinot      | UGSD-PS           | Mandat écourté à la suite d'une dissolution parlementaire décidée par François Mitterrand. |
| VIIe        | 2 juillet 1981  | 1er avril 1986 | Louis Darinot      | UGSD-PS           | |
| VIIIe       | 2 avril 1986    | 14 mai 1988    | Olivier Stirn      | Parti socialiste  | Démissionnaire à la suite de sa nomination au gouvernement, remplacé par Bernard Cauvin. Proportionnelle par département, pas de député par circonscription. Mandat écourté à la suite d'une dissolution parlementaire décidée par François Mitterrand. |
| IXe         | 23 juin 1988    | 1er avril 1993 | Olivier Stirn      | Parti socialiste  | Démissionnaire à la suite de sa nomination au gouvernement, remplacé par Bernard Cauvin. |
| Xe          | 2 avril 1993    | 21 avril 1997  | Yves Bonnet        | UDF               | Mandat écourté à la suite d'une dissolution parlementaire décidée par Jacques Chirac. |
| XIe         | 12 juin 1997    | 18 juin 2002   | Bernard Cazeneuve, | Parti socialiste, | |
| XIIe        | 19 juin 2002    | 19 juin 2007   | Jean Lemière,      | UMP,              | |
| XIIIe       | 20 juin 2007    | 19 juin 2012   | Bernard Cazeneuve  | Parti socialiste  | Démissionnaire à la suite de sa nomination au gouvernement, remplacé par André Rouxel. |

## Historique des élections

### Élections de 1958
| Candidat       | Candidat          | Parti          | Premier tour | Premier tour | Second tour | Second tour |  |
| Candidat       | Candidat          | Parti          | Voix         | %            | Voix        | %           |  |
| -------------- | ----------------- | -------------- | ------------ | ------------ | ----------- | ----------- |  |
|                | René Schmitt élu  | SFIO           | 14 264       | 38,27        | 15 932      | 42,7        |  |
|                | Joseph Ryst       | MRP            | 6 648        | 17,83        | 12 385      | 33,19       |  |
|                | Maurice Laignel   | UNR            | 5 419        | 14,54        | 4 720       | 12,65       |  |
|                | Jean Brard        | CNIP           | 4 851        | 13,01        | Retrait     | Retrait     |  |
|                | Georges Marguerie | PCF            | 3 173        | 8,51         | 2 610       | 7           |  |
|                | Roger Gires       | UFD            | 2 921        | 7,84         | 1 663       | 4,46        |  |
|                |                   |                |              |              |             |             |  |
| Inscrits       | Inscrits          | Inscrits       | 52 026       | 100,00       | 52 037      | 100,00      |  |
| Abstentions    | Abstentions       | Abstentions    | 13 856       | 26,63        | 14 229      | 27,34       |  |
| Votants        | Votants           | Votants        | 38 170       | 73,37        | 37 808      | 72,66       |  |
| Blancs et nuls | Blancs et nuls    | Blancs et nuls | 894          | 2,34         | 498         | 1,32        |  |
| Exprimés       | Exprimés          | Exprimés       | 37 276       | 97,66        | 37 310      | 98,68       |  |

Le suppléant de René Schmitt était Joseph Bocher, officier mécanicien de la Marine marchande, ancien sénateur, adjoint au maire d'Équeurdreville, conseiller général du canton d'Octeville.

### Élections de 1962
|                | Jacques Hébert élu   | UNR-UDT        | 21 490 | 62,46  |  |  |  |
|                | René Schmitt sortant | SFIO           | 8 582  | 24,94  |  |  |  |
|                | René Houivet         | PCF            | 2 783  | 8,09   |  |  |  |
|                | Jean-Pierre Biondi   | PSU            | 1 549  | 4,5    |  |  |  |
|                |                      |                |        |        |  |  |  |
| Inscrits       | Inscrits             | Inscrits       | 51 048 | 100,00 |  |  |  |
| Abstentions    | Abstentions          | Abstentions    | 15 962 | 31,27  |  |  |  |
| Votants        | Votants              | Votants        | 35 086 | 68,73  |  |  |  |
| Blancs et nuls | Blancs et nuls       | Blancs et nuls | 682    | 1,94   |  |  |  |
| Exprimés       | Exprimés             | Exprimés       | 34 404 | 98,06  |  |  |  |

Le suppléant de Jacques Hébert était Paul Gosselin, agriculteur, conseiller général du canton de Beaumont-Hague, maire d'Acqueville.

### Élections de 1967
|                | Jacques Hébert sortant réélu | UD-Ve          | 21 897 | 53,5   |  |  |  |
|                | Joseph Bocher                | FGDS (SFIO)    | 11 028 | 26,94  |  |  |  |
|                | Maurice Postaire             | PCF            | 4 724  | 11,54  |  |  |  |
|                | Jean-Paul Ryst               | CD (PDM)       | 3 282  | 8,02   |  |  |  |
|                |                              |                |        |        |  |  |  |
| Inscrits       | Inscrits                     | Inscrits       | 50 765 | 100,00 |  |  |  |
| Abstentions    | Abstentions                  | Abstentions    | 9 161  | 18,05  |  |  |  |
| Votants        | Votants                      | Votants        | 41 604 | 81,95  |  |  |  |
| Blancs et nuls | Blancs et nuls               | Blancs et nuls | 673    | 1,62   |  |  |  |
| Exprimés       | Exprimés                     | Exprimés       | 40 931 | 98,38  |  |  |  |

Le suppléant de Jacques Hébert était Paul Fleury, maire adjoint de Cherbourg.

### Élections de 1968
|                | Jacques Hébert sortant réélu | UDR (URP)      | 22 733 | 55,45  |  |  |  |
|                | Georges Fatome               | FGDS (SFIO)    | 6 210  | 15,15  |  |  |  |
|                | Maurice Postaire             | PCF            | 4 481  | 10,93  |  |  |  |
|                | Jean Marigny                 | PSU            | 3 866  | 9,43   |  |  |  |
|                | Jean-Paul Ryst               | CD (PDM)       | 3 708  | 9,04   |  |  |  |
|                |                              |                |        |        |  |  |  |
| Inscrits       | Inscrits                     | Inscrits       | 52 125 | 100,00 |  |  |  |
| Abstentions    | Abstentions                  | Abstentions    | 10 670 | 20,47  |  |  |  |
| Votants        | Votants                      | Votants        | 41 455 | 79,53  |  |  |  |
| Blancs et nuls | Blancs et nuls               | Blancs et nuls | 457    | 1,1    |  |  |  |
| Exprimés       | Exprimés                     | Exprimés       | 40 998 | 98,9   |  |  |  |

Le suppléant de Jacques Hébert était Paul Fleury, maire adjoint de Cherbourg.

### Élections de 1973
| Candidat       | Candidat          | Parti          | Premier tour | Premier tour | Second tour | Second tour |  |
| Candidat       | Candidat          | Parti          | Voix         | %            | Voix        | %           |  |
| -------------- | ----------------- | -------------- | ------------ | ------------ | ----------- | ----------- |  |
|                | Charles Dumoncel  | CDP (URP)      | 15 452       | 35,83        | 21 200      | 48,13       |  |
|                | Louis Darinot élu | PS (UGSD)      | 15 048       | 34,89        | 22 851      | 51,87       |  |
|                | Joseph Ryst       | CD (MR)        | 6 349        | 14,72        | Retrait     | Retrait     |  |
|                | Maurice Postaire  | PCF            | 5 485        | 12,72        | Retrait     | Retrait     |  |
|                | Michel Briégel    | LCR            | 790          | 1,83         |             |             |  |
|                |                   |                |              |              |             |             |  |
| Inscrits       | Inscrits          | Inscrits       | 54 815       | 100,00       | 54 813      | 100,00      |  |
| Abstentions    | Abstentions       | Abstentions    | 10 867       | 19,82        | 10 008      | 18,26       |  |
| Votants        | Votants           | Votants        | 43 948       | 80,18        | 44 805      | 81,74       |  |
| Blancs et nuls | Blancs et nuls    | Blancs et nuls | 824          | 1,87         | 754         | 1,68        |  |
| Exprimés       | Exprimés          | Exprimés       | 43 124       | 98,13        | 44 051      | 98,32       |  |

Le suppléant de Louis Darinot était Jean Victoire, agent EDF, conseiller municipal de Tourlaville.

### Élections de 1978
| Candidat       | Candidat                    | Parti          | Premier tour | Premier tour | Second tour | Second tour |  |
| Candidat       | Candidat                    | Parti          | Voix         | %            | Voix        | %           |  |
| -------------- | --------------------------- | -------------- | ------------ | ------------ | ----------- | ----------- |  |
|                | Jean Vaur                   | UDF (PR)       | 22 703       | 43,32        | 26 533      | 49,79       |  |
|                | Louis Darinot sortant réélu | PS             | 16 451       | 31,39        | 26 760      | 50,21       |  |
|                | Maurice Postaire            | PCF            | 6 994        | 13,34        |             |             |  |
|                | Alexandre Boivin            | Écologie 78    | 5 029        | 9,6          |             |             |  |
|                | Jean Payen                  | LO             | 1 019        | 1,94         |             |             |  |
|                | Simone Honoré               | Divers droite  | 215          | 0,41         |             |             |  |
|                |                             |                |              |              |             |             |  |
| Inscrits       | Inscrits                    | Inscrits       | 64 172       | 100,00       | 64 170      | 100,00      |  |
| Abstentions    | Abstentions                 | Abstentions    | 11 136       | 17,35        | 9 953       | 15,51       |  |
| Votants        | Votants                     | Votants        | 53 036       | 82,65        | 54 217      | 84,49       |  |
| Blancs et nuls | Blancs et nuls              | Blancs et nuls | 625          | 1,18         | 924         | 1,7         |  |
| Exprimés       | Exprimés                    | Exprimés       | 52 411       | 98,82        | 53 293      | 98,3        |  |

Le suppléant de Louis Darinot était Georges Jourdam, instituteur rural retraité, conseiller général, maire de Octeville.

### Élections de 1981
| Candidat       | Candidat                    | Parti          | Premier tour | Premier tour | Second tour | Second tour |  |
| Candidat       | Candidat                    | Parti          | Voix         | %            | Voix        | %           |  |
| -------------- | --------------------------- | -------------- | ------------ | ------------ | ----------- | ----------- |  |
|                | Jean Vaur                   | UDF (PR)       | 18 980       | 41,03        | 22 076      | 45,08       |  |
|                | Louis Darinot sortant réélu | PS             | 17 658       | 38,18        | 26 898      | 54,93       |  |
|                | Jean-Claude Forafo          | PCF            | 4 166        | 9,03         |             |             |  |
|                | Alain Fleury                | MÉP            | 3 296        | 7,13         |             |             |  |
|                | Jean-Richard Hélie          | Divers gauche  | 2 140        | 4,62         |             |             |  |
|                |                             |                |              |              |             |             |  |
| Inscrits       | Inscrits                    | Inscrits       | 67 528       | 100,00       | 67 528      | 100,00      |  |
| Abstentions    | Abstentions                 | Abstentions    | 20 961       | 31,04        | 17 775      | 26,32       |  |
| Votants        | Votants                     | Votants        | 46 567       | 68,96        | 49 753      | 73,68       |  |
| Blancs et nuls | Blancs et nuls              | Blancs et nuls | 327          | 0,7          | 779         | 1,57        |  |
| Exprimés       | Exprimés                    | Exprimés       | 46 240       | 99,3         | 48 974      | 98,43       |  |

Le suppléant de Louis Darinot était Henri Ryst, médecin à Cherbourg.

### Élections de 1988
| Candidat       | Candidat                    | Parti             | Premier tour | Premier tour | Second tour | Second tour |  |
| Candidat       | Candidat                    | Parti             | Voix         | %            | Voix        | %           |  |
| -------------- | --------------------------- | ----------------- | ------------ | ------------ | ----------- | ----------- |  |
|                | Olivier Stirn sortant réélu | PS                | 16 191       | 40,6         | 24 007      | 56,31       |  |
|                | Jean Tissot                 | RPR (URC)         | 10 236       | 25,67        | 18 625      | 43,69       |  |
|                | Jean-Marie Lejeune          | Divers droite     | 4 157        | 10,42        |             |             |  |
|                | Daniel Bosquet              | Divers écologiste | 3 323        | 8,33         |             |             |  |
|                | Jean-Claude Forafo          | PCF               | 3 118        | 7,82         |             |             |  |
|                | Bernard Fiat                | FN                | 2 855        | 7,16         |             |             |  |
|                |                             |                   |              |              |             |             |  |
| Inscrits       | Inscrits                    | Inscrits          | 66 819       | 100,00       | 66 797      | 100,00      |  |
| Abstentions    | Abstentions                 | Abstentions       | 26 447       | 39,58        | 23 011      | 34,45       |  |
| Votants        | Votants                     | Votants           | 40 372       | 60,42        | 43 786      | 65,55       |  |
| Blancs et nuls | Blancs et nuls              | Blancs et nuls    | 492          | 1,22         | 1 154       | 2,64        |  |
| Exprimés       | Exprimés                    | Exprimés          | 39 880       | 98,78        | 42 632      | 97,36       |  |

Le suppléant d'Olivier Stirn était Bernard Cauvin. Bernard Cauvin remplaça Olivier Stirn, nommé membre du gouvernement, du 29 juillet 1988 au 1er avril 1993.

### Élections de 1993
| Candidat       | Candidat                     | Parti          | Premier tour | Premier tour | Second tour | Second tour |  |
| Candidat       | Candidat                     | Parti          | Voix         | %            | Voix        | %           |  |
| -------------- | ---------------------------- | -------------- | ------------ | ------------ | ----------- | ----------- |  |
|                | Yves Bonnet élu              | UDF (PR)       | 12 522       | 28,76        | 26 452      | 60,94       |  |
|                | Bernard Cauvin sortant       | PS (ADFP)      | 9 085        | 20,87        | 16 956      | 39,06       |  |
|                | Christian Gueffier Dit Duroc | RPR            | 4 947        | 11,36        |             |             |  |
|                | Jean-Claude Magalhaes        | Les Verts (EÉ) | 4 675        | 10,74        |             |             |  |
|                | Pierre Beaudroit             | FN             | 3 781        | 8,68         |             |             |  |
|                | Jean-Marie Lejeune           | Divers droite  | 3 018        | 6,93         |             |             |  |
|                | Jean-Claude Forafo           | PCF            | 2 937        | 6,75         |             |             |  |
|                | Alain Rivière                | LO             | 1 393        | 3,2          |             |             |  |
|                | Jean-Pierre Choubrac         | Divers droite  | 1 180        | 2,71         |             |             |  |
|                |                              |                |              |              |             |             |  |
| Inscrits       | Inscrits                     | Inscrits       | 68 185       | 100,00       | 68 278      | 100,00      |  |
| Abstentions    | Abstentions                  | Abstentions    | 22 305       | 32,71        | 21 427      | 31,38       |  |
| Votants        | Votants                      | Votants        | 45 880       | 67,29        | 46 851      | 68,62       |  |
| Blancs et nuls | Blancs et nuls               | Blancs et nuls | 2 342        | 5,1          | 3 443       | 7,35        |  |
| Exprimés       | Exprimés                     | Exprimés       | 43 538       | 94,9         | 43 408      | 92,65       |  |

Le suppléant d'Yves Bonnet était Jean Tissot, médecin, conseiller municipal d'Équeurdreville-Hainneville, conseiller régional RPR de Basse-Normandie.

### Élections de 1997
| Candidat       | Candidat              | Parti          | Premier tour | Premier tour | Second tour | Second tour |  |
| Candidat       | Candidat              | Parti          | Voix         | %            | Voix        | %           |  |
| -------------- | --------------------- | -------------- | ------------ | ------------ | ----------- | ----------- |  |
|                | Bernard Cazeneuve élu | PS             | 16 634       | 38,82        | 26 416      | 58,6        |  |
|                | Yves Bonnet sortant   | UDF (PPDF)     | 12 060       | 28,15        | 18 661      | 41,4        |  |
|                | Pierre Beaudroit      | FN             | 4 816        | 11,24        |             |             |  |
|                | Joël Bosvy            | PCF            | 3 222        | 7,52         |             |             |  |
|                | Hubert Vignet         | Les Verts      | 1 934        | 4,51         |             |             |  |
|                | Régine Mrowka         | LO             | 1 555        | 3,63         |             |             |  |
|                | Jean-Marc Legendre    | LDI (MPF)      | 1 038        | 2,42         |             |             |  |
|                | Ariane Meyer-Levy     | GÉ             | 904          | 2,11         |             |             |  |
|                | Michel Desplats       | US4J           | 686          | 1,6          |             |             |  |
|                |                       |                |              |              |             |             |  |
| Inscrits       | Inscrits              | Inscrits       | 67 960       | 100,00       | 67 955      | 100,00      |  |
| Abstentions    | Abstentions           | Abstentions    | 23 491       | 34,57        | 20 646      | 30,38       |  |
| Votants        | Votants               | Votants        | 44 469       | 65,43        | 47 309      | 69,62       |  |
| Blancs et nuls | Blancs et nuls        | Blancs et nuls | 1 620        | 3,64         | 2 232       | 4,72        |  |
| Exprimés       | Exprimés              | Exprimés       | 42 849       | 96,36        | 45 077      | 95,28       |  |

Le suppléant de Bernard Cazeneuve était Jean-Pierre Godefroy, ancien chaudronnier, maire de Cherbourg. Jean-Pierre Godefroy est élu sénateur le 23 septembre 2001.

### Élections de 2002
| Candidat       | Candidat                  | Parti               | Premier tour | Premier tour | Second tour | Second tour |  |
| Candidat       | Candidat                  | Parti               | Voix         | %            | Voix        | %           |  |
| -------------- | ------------------------- | ------------------- | ------------ | ------------ | ----------- | ----------- |  |
|                | Bernard Cazeneuve sortant | PS                  | 16 019       | 38,39        | 20 634      | 49,1        |  |
|                | Jean Lemière élu          | Divers droite (UMP) | 15 601       | 37,39        | 21 390      | 50,9        |  |
|                | Éric Lhullier             | FN                  | 3 268        | 7,83         |             |             |  |
|                | Daniel Bosquet            | Les Verts           | 1 494        | 3,58         |             |             |  |
|                | Lydie Hélye               | CPNT                | 1 231        | 2,95         |             |             |  |
|                | Thierry Lacombe           | PCF                 | 1 187        | 2,84         |             |             |  |
|                | Michel Baupin             | UDF                 | 817          | 1,96         |             |             |  |
|                | Régine Mrowka             | LO                  | 743          | 1,78         |             |             |  |
|                | Isabelle Marti            | MNR                 | 418          | 1            |             |             |  |
|                | Philippe Clément          | PT                  | 360          | 0,86         |             |             |  |
|                | Jean-Marc Legendre        | MPF                 | 328          | 0,79         |             |             |  |
|                | Gérard Bidou              | CNIP                | 264          | 0,63         |             |             |  |
|                | Patrice Lecardonnel       | GÉ                  | 0            | 0            |             |             |  |
|                |                           |                     |              |              |             |             |  |
| Inscrits       | Inscrits                  | Inscrits            | 69 138       | 100,00       | 69 135      | 100,00      |  |
| Abstentions    | Abstentions               | Abstentions         | 26 526       | 38,37        | 25 672      | 37,13       |  |
| Votants        | Votants                   | Votants             | 42 612       | 61,63        | 43 463      | 62,87       |  |
| Blancs et nuls | Blancs et nuls            | Blancs et nuls      | 882          | 2,07         | 1 439       | 3,31        |  |
| Exprimés       | Exprimés                  | Exprimés            | 41 730       | 97,93        | 42 024      | 96,69       |  |

La suppléante de Jean Lemière était Mireille Prévost, chef de service à la Banque de France, présidente de la communauté de communes de Douve et Divette, adjointe au maire de Teurthéville-Hague.

### Élections de 2007
| Candidat       | Candidat               | Parti          | Premier tour | Premier tour | Second tour | Second tour |  |
| Candidat       | Candidat               | Parti          | Voix         | %            | Voix        | %           |  |
| -------------- | ---------------------- | -------------- | ------------ | ------------ | ----------- | ----------- |  |
|                | Bernard Cazeneuve élu  | PS             | 18 169       | 42,2         | 25 652      | 58,96       |  |
|                | Jean Lemière sortant   | UMP            | 15 767       | 36,62        | 17 859      | 41,04       |  |
|                | Florence Perouas       | UDF–MoDem      | 2 486        | 5,77         |             |             |  |
|                | Micheline Guillotte    | FN             | 1 408        | 3,27         |             |             |  |
|                | Jean-Claude Magalhaes  | Les Verts      | 1 352        | 3,14         |             |             |  |
|                | Nathalie Ménard        | LCR            | 1 080        | 2,51         |             |             |  |
|                | Alain Civilise         | PCF            | 1 027        | 2,39         |             |             |  |
|                | Armand Férey           | CPNT           | 636          | 1,48         |             |             |  |
|                | Christian Lerouvillois | LO             | 474          | 1,1          |             |             |  |
|                | Michel Baupin          | Divers droite  | 367          | 0,85         |             |             |  |
|                | Tatiana Junod          | Divers         | 179          | 0,42         |             |             |  |
|                | Denis Lemercier        | diss. PCF      | 113          | 0,26         |             |             |  |
|                |                        |                |              |              |             |             |  |
| Inscrits       | Inscrits               | Inscrits       | 72 119       | 100,00       | 72 116      | 100,00      |  |
| Abstentions    | Abstentions            | Abstentions    | 28 540       | 39,57        | 27 541      | 38,19       |  |
| Votants        | Votants                | Votants        | 43 579       | 60,43        | 44 575      | 61,81       |  |
| Blancs et nuls | Blancs et nuls         | Blancs et nuls | 521          | 1,2          | 1 064       | 2,39        |  |
| Exprimés       | Exprimés               | Exprimés       | 43 058       | 98,8         | 43 511      | 97,61       |  |

#### Département de la Manche
- La fiche de l'INSEE de cette circonscription : « Tableaux et Analyses de la cinquième circonscription de la Manche », sur insee.fr, site de l'Institut national de la statistique et des études économiques (consulté le 10 juin 2007) [PDF]
- « Tous les députés du département de la Manche depuis 1789 », sur assemblee-nationale.fr, site de l'Assemblée nationale française (consulté le 10 juin 2007)
- « Informations contentieuses sur le département de la Manche (Élections législatives de 2002) »(Archive.org • Wikiwix • Archive.is • Google • Que faire ?), sur conseil-constitutionnel.fr, site du Conseil constitutionnel (consulté le 13 juin 2007)

#### Circonscriptions en France
- « Carte des circonscriptions législatives en France », sur assemblee-nationale.fr, site de l'Assemblée nationale française (consulté le 10 juin 2007)
- « Résultats électoraux officiels en France »(Archive.org • Wikiwix • Archive.is • Google • Que faire ?), sur interieur.gouv.fr, site du ministère de l'Intérieur (France) (consulté le 13 juin 2007)
- Description et Atlas des circonscriptions électorales de France sur http://www.atlaspol.com, Atlaspol, site de cartographie géopolitique, consulté le 13 juin 2007.